# جيمس غراي (كاتب)
جيمس غراي (بالإنجليزية: James Gray) (و. 1969  م) هو مخرج أفلام، وكاتب سيناريو، وصانع أفلام أمريكي، ولد في نيويورك.

## التعليم
تعلم في جامعة كاليفورنيا الجنوبية، وكلية جامعة جنوب كاليفورنيا للفنون السينمائية ‏.

## جوائز
حصل على جوائز منها:
- جائزة الأسد الفضي [الإنجليزية]‏.

## وصلات خارجية
- جيمس غراي على موقع IMDb (الإنجليزية)
- جيمس غراي على موقع ميتاكريتيك (الإنجليزية)
- جيمس غراي على موقع روتن توميتوز (الإنجليزية)
- جيمس غراي على موقع مونزينجر (الألمانية)
- جيمس غراي على موقع ألو سيني (الفرنسية)
- جيمس غراي على موقع تيرنر كلاسيك موفيز (الإنجليزية)
- جيمس غراي على موقع أول موفي (الإنجليزية)
- جيمس غراي على موقع بوكس أوفيس موجو (الإنجليزية)
- جيمس غراي على موقع قاعدة بيانات الأفلام السويدية (السويدية)
- جيمس غراي على موقع قاعدة بيانات الفيلم (الإنجليزية)